# Psicoterapia analítico funcional
La psicoterapia analítico-funcional o FAP fue desarrollada por los psicoterapeutas de la Universidad de Washington (Seattle) Robert J. Kohlenberg y Mavis Tsai. Basada en el conductismo radical de Burrhus Frederic Skinner se propone como la primera metodología terapéutica basada en los resultados de la experimentación en dicha corriente.
Sus autores se centran en la importancia de la relación terapeuta-cliente dentro del contexto clínico en el cual, y como en cualquier otro contexto, las conductas están condicionadas por las reglas del refuerzo. Por lo tanto su psicoterapia se centra en manejar las variables que el terapeuta tiene a mano para modelar, aumentar o reducir ciertas conductas.

## Aplicación clínica
En la FAP se consideran tres tipos de conductas clínicamente relevantes o CBRs:
1. Las conductas del paciente relacionadas con sus problemas o CBR1, son las que deben ser reducidas en sesión, normalmente están condicionadas aversivamente y por ello suelen ser evitadas por el paciente.
2. Las conductas del paciente que muestran un avance o CBR2, es objetivo del terapeuta incrementar su probabilidad y generalización a otros contextos.
3. Las interpretaciones del paciente sobre sus conductas o CBR3 y consideran que cuantas más CBR3s hagan alusión a la interpretación de la propia conducta y su relación con los reforzadores, discriminaciones y estímulos contextuales más avances se están produciendo en la terapia.

### Estructura de una sesión
Para guiar a los terapeutas los autores proponen varias reglas a seguir en la sesión:
- Observar las CBRs. Esta regla es la regla principal, ya que detectar que se está produciendo una conducta relacionada con el problema puede ser una tarea complicada, además los autores comentan el típico error de ciertos terapeutas en considerar que una conducta pertenece al tipo CBR1 cuando en realidad está siendo un avance (CBR2). Un ejemplo sería cuando una paciente que presenta una falta de asertividad llama por largas horas de la noche al terapeuta para decirle que le es imposible acudir a la cita del día siguiente. Este hecho normalmente considerado como una evitación o conducta negativa es en verdad un avance ya que hasta el momento dicha paciente no había sido capaz de llamar para cancelar una cita por miedo a la desaprobación.

- Producir CBRs. Lo ideal según los autores sería provocar las CBR1s y aumentar la frecuencia de las CBR2s. Fomentar las primeras ya que normalmente el paciente se encuentra sumergido en una evitación constante de aquello que le es aversivo, por ejemplo cuando un paciente con dificultad para establecer relaciones cercanas no quiere hablar de temas íntimos con el terapeuta. En estos casos se considera interesante el fomentar una comunicación más profunda y a su vez aversiva para el paciente, pero que dentro del marco clínico y con un terapeuta puede ser un buen entrenamiento de nuevas conductas que luego pueden ser generalizadas al ambiente extra-clínico.

- Reforzar las CBR2s. En este caso los autores dan una explicación de como debe reforzarse de la forma más natural posible para fomentar la generalización de dichas conductas.

- Observar los efectos reforzantes de las conductas del propio terapeuta sobre el paciente.

- Aportar interpretaciones de la conducta del cliente. Los autores consideran que si el paciente conoce las variables que dirigen su conducta puede producir más reglas e incrementar su contacto con las variables controlables.[4][5][6][7]